# Stéphanie Zwicky
Pour les articles homonymes, voir Zwicky.
 (janvier 2018).
Stéphanie Zwicky, alias Big Beauty, est une blogueuse et chroniqueuse mode parisienne d'origine suisse.
Son blog mode et beauté connait un grand succès depuis son ouverture en 2005.

## Biographie
Après des études en médecine dentaire, Stéphanie Zwicky change de voie et part suivre les Cours Florent à Paris pendant trois ans pour devenir comédienne.
Parallèlement, elle est mannequin grande taille et collabore avec de grandes enseignes de prêt-à-porter telles que Kiabi, Marina Rinaldi ou encore La Redoute avec qui elle crée cinq collections pour sa ligne de vêtements Big Beauty pour Taillissime,. 
En 2005 elle lance son blog mode, Le blog de Big Beauty, qui conseille les femmes de toutes tailles, et notamment celles qui occupent le marché grande taille ou Plus Size. Selon elle, ces femmes « ont un pouvoir d’achat, et elles ont envie d’acheter en France. [...]  Ce qu’il manque c’est de la mode haut-de-gamme ».  
C'est ce que confirme le slogan de son blog, « Le style n'est pas une taille mais une attitude ». Celui-ci connaît le succès depuis son ouverture et est primé par le magazine Elle en 2010.  
Depuis 2007, elle est apparue dans diverses publications de presse, notamment dans les magazines The Times, Elle, Madame Figaro, BE, Le Matin. 
Repérée par la chaîne de télévision M6, elle rejoint l’équipe du magazine 100% Mag animé par Estelle Denis en septembre 2010, où elle présente une chronique beauté qui s’adresse au grand public.
Le 22 décembre 2012, elle donne naissance à son premier enfant, un garçon, qu'elle fait apparaître sur son blog depuis novembre 2014 dans diverses rubriques de mode pour enfant, en prenant soin de cacher partiellement son visage. En décembre 2015, elle donne naissance à une fille.
Lors d'une interview sur Europe1 en mars 2015 dans l'émission Il n'y en a pas deux comme elle ayant pour thème les stéréotypes de la beauté, Stéphanie Zwicky réaffirme le besoin d'agrandir le marché de la mode grande taille, de l'extension de taille et déplore le fait que les acteurs de ce secteur soient encore frileux.

## Prix et récompenses
- Prix du ELLE catégorie Mode 2010 ;
- Sélection blog mode par Cosmopolitan.

## Publications
Le It-Book de Big beauty, 2010,   (ISBN 978-2361890032)